# Concentració en quantitat de substància
|  | No s'ha de confondre amb Molalitat. |

La concentració en quantitat de substància, simbolitzada per {\displaystyle c}, i anomenada abans molaritat o concentració molar, és una unitat de concentració d'una dissolució utilitzada en química igual a:
La quantitat de solut, expressada en mols, respecte al volum de la dissolució.
{\displaystyle c_{B}={\frac {n_{B}}{V}}}
Per a un solut {\displaystyle B} la concentració en quantitat de substància se simbolitza {\displaystyle c_{B}}. Les unitats són mol per decímetre cúbic, {\textstyle \mathrm {mol/dm^{3}} }, o mol per litre, {\textstyle \mathrm {mol/l} }, abans simbolitzat per {\displaystyle {\scriptstyle {\text{M}}}}, actualment obsolet. Per exemple, si dissolem 0,1 mols de clorur de sodi en aigua fins a arribar a tenir un litre de dissolució, tindrem una dissolució {\textstyle c_{NaCl}=0,\!1\,{\text{mol/l}}}.

## Unitats
En el Sistema Internacional SI la unitat és mol/m³. Tanmateix, és més comuna la utilització de la unitat mol/L. Sovint es fa servir un prefix del SI per designar concentracions. Els més comuns que es fan servir es troben a la taula següent:
| Nom antic   | Abreujat | Concentració                         | Concentració (unitat SI) |
| ----------- | -------- | ------------------------------------ | ------------------------ |
| mil·limolar | mmol/dm³ | 10−3 mol/dm³                         | 100 mol/m³               |
| micromolar  | μmol/dm³ | 10−6 mol/dm³                         | 10−3 mol/m³              |
| nanomolar   | nmol/dm³ | 10−9 mol/dm³                         | 10−6 mol/m³              |
| picomolar   | pmol/dm³ | 10−12 mol/dm³                        | 10−9 mol/m³              |
| femtomolar  | fmol/dm³ | 10−15 mol/dm³                        | 10−12 mol/m³             |
| attomolar   | amol/dm³ | 10−18 mol/dm³                        | 10−15 mol/m³             |
| zeptomolar  | zmol/dm³ | 10−21 mol/dm³                        | 10−18 mol/m³             |
| yoctomolar  | ymol/dm³ | 10−24 mol/dm³ (1 molècula per 1,6 L) | 10−21 mol/m³             |

## Conversió a molalitat
La conversió a molalitat (per mescles binàries) és:
{\displaystyle b_{2}={\frac {c_{2}}{\rho -c_{2}\cdot M_{2}}}\,}
on al solut s'assigna el subíndex 2.
Per a solucions amb més d'un solut, la conversió és:
{\displaystyle b_{i}={\frac {c_{i}}{\rho -\sum c_{i}\cdot M_{i}}}\,}